# ویکتوریا مونتو
ویکتوریا «آبدارایا تویا» مونتو (حدود ۱۷۳۹–۱۸۰۵) یک جنگجو و رزمنده داهومی در ارتش ژان ژاک دسالینز در دوران انقلاب هائیتی بود. قبل از انقلاب او و دسالینز در یک ملک به بردگی گرفته شده بودند و بعد از آن نیز در طول زندگی با یکدیگر نزدیک بودند. دسالینز او را عمه خود می‌خواند.

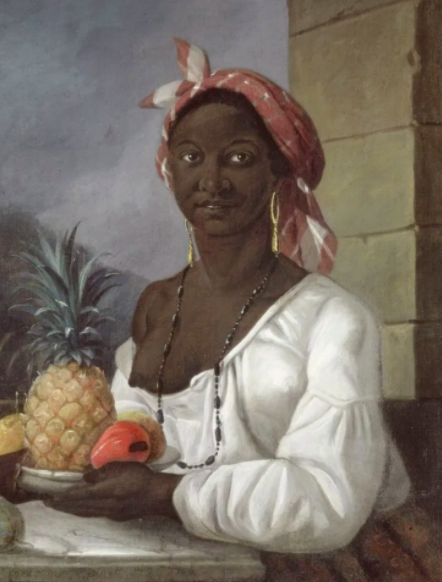
پرتره‌ای از ویکتوریا مونتو

## اوایل زندگی
گفته می‌شود که مونتو در سرزمین پادشاهی داهومی، بنین کنونی، متولد شده‌است. برخی منابع می‌گویند که وی در آنجا یک سرباز بوده‌است. دقیقاً مشخص نیست چه زمانی او ربوده شده و به بردگی گرفته شده‌است یا چه زمانی به هائیتی رسیده‌است.
قبل از انقلاب، مونتو در کنار دسالینز به عنوان برده در املاک هنری دوکلو کار می‌کرد. او به عنوان فردی باهوش و پرانرژی توصیف شده و رابطه‌ای نزدیک با دسالینز داشت و هر دو نفرت مشترکی نسبت به بردگی داشتند. دسالینز او را عمه خود می‌نامید، که این احتمالاً نه یک رابطه بیولوژیکی، بلکه علامتی از صمیمیت آنها و یکی از رسوم مختلف خویشاوندی در آفریقا بود.
از مونتو به عنوان یک جنگجوی ماهر، ماما و شفادهنده نام برده شده‌است. او قبل از اجلاس مهم در بوئیس کایمان در ۱۷۹۱ چندین شورش را سازماندهی کرد.

## انقلاب هائیتی
در طول شورش برده‌ها و جنگ داخلی، ویکتوریا به عنوان یک سرباز فعالانه جنگید. حداقل در یک مناسبت مستند، او به سربازان در حین نبرد فرمان می‌داد.
در طول شورش، تویا در راس حدود پنجاه برده قرار داشت، در حالی‌که یک شن‌کش در دست، یک کج‌بیل روی یک شانه و یک چاقوی نیلی به کمربندش آویزان بود. به دستور تویا، بخشی به جنگل‌زدایی، بخشی برای گاوآهن، بخشی دیگر برای برداشت محصول و گذاشتن آن در سبدهای بزرگ غلات اعزام شدند. او صدای قوی داشت، دستورهایش مشابه دستورهای یک ژنرال بود. دریک حرکت شورشی به فرماندهی تویا، که تعداد کمی از بردگان بودند، آنها به سرعت محاصره و به اسارت درآمدند. در زد و خورد با آنها، تویا فرار می‌کند و توسط دو سرباز تعقیب می‌شود. یک درگیری بین آنها و تویا رخ داد. یکی از آنها توسط تویا به شدت مجروح شد و دیگری را چند سرباز دیگر رسیده و نجات دادند. تویا دستگیر و زندانی شد.

## میراث
نام تعداد اندکی از زنان سرباز که در دوران انقلاب در ارتش هائیتی خدمت کردند به یادگار مانده‌است. مونتو در کنار ماری ژان لامارتینیه و سانیت بلیر از همان تعداد اندک است.
مونتو همچنین به خاطر نقشش در بزرگ کردن و آموزش دسالینز به یادگار مانده‌است. کرسوزه سیمئون-جونز می‌نویسد که «آبدارایا تویا برای تأثیر دائمش بر دسالینز، به عنوان یک مادربزرگ، مادر یا عمه‌ای شناخته می‌شود که در رشد و آمادگی آزادیبخش آفریقائی‌های به بردگی گرفته شده در سرتاسر قاره آمریکا کمک کرد».

## درگذشت
پس از انقلاب در سال ۱۸۰۴، دسالینز امپراتور هائیتی شد و به مونتو لقب دوشس داد.
و آن هنگام که مونتو در بستر مرگ بود، امپراتور دسالینز از یک پزشک فرانسوی خواست تا جان او را نجات دهد و اظهار داشت که تویا عمه او است که قبل از انقلاب در احساساتش با او شریک بوده‌است.